# إدوارد إيمي
إدوارد إيمي هو عسكري كندي، ولد في 28 مارس 1918 في نيوكاسل ‏ في كندا، وتوفي في 2 فبراير 2011 في هاليفاكس في كندا.